# Ricardo dos Santos (Windsurfer, 1990)
Ricardo dos Santos, genannt Ricardinho (* 23. Mai 1990 in Palhoça, Santa Catarina; † 20. Januar 2015 in São José, Santa Catarina), war ein brasilianischer Profi-Surfer.

## Leben
Dos Santos galt als Tube- bzw. Big-Wave-Surfer von Weltklasse und als einer der beliebtesten Surfer Brasiliens. Bei den Billabong Pro Tahiti 2012 vor Teahupoo besiegte er in Runde 3 den elffachen Weltmeister Kelly Slater und schied im Viertelfinale knapp gegen den späteren Gewinner Mick Fanning aus. Bei diesem Wettbewerb wurde er mit dem Andy Irons Award für die engagierteste Leistung ausgezeichnet. Seine beste Platzierung im Ranking der Association of Surfing Professionals war der 62. Platz im Jahr 2012. 2013 gewann er den Wettbewerb Wave of the Winter. Im November 2014 erschien er auf dem Cover des US-Sportmagazins Surfer.
Ricardo dos Santos wurde am 19. Januar 2015 Opfer eines Gewaltverbrechens, zu dessen Ablauf es unterschiedliche Darstellungen gab. Gesichert ist, dass dos Santos infolge einer Auseinandersetzung vor dem Familienanwesen unweit des Strands Guarda do Embaú in seinem Geburtsort Palhoça Schussverletzungen erlitt. Luís Paulo Mota Brentano, ein zum Tatzeitpunkt 25-jähriger außer Dienst gestellter Offizier der brasilianischen Militärpolizei, und dessen 17-jähriger Bruder wurden kurz darauf unter dringendem Tatverdacht verhaftet. Dos Santos wurde per Hubschrauber in das Regionalkrankenhaus von São José unweit von Florianópolis geflogen und dort mehrfach notoperiert. Wegen seines kritischen Zustands versetzten ihn die Ärzte schließlich in ein künstliches Koma. Er erlag am nächsten Tag seinen schweren Verletzungen. Dos Santos wurde einen Tag nach seinem Tod in der Ortschaft Paulo Lopes südlich von Palhoça beerdigt. Brentano wurde am 16. Dezember 2016 wegen Mordes zu einer 22-jährigen Haftstrafe verurteilt. Dos Santos’ Geburtsort erinnert mit dem seit 2017 ausgetragenen internationalen Surfnachwuchswettbewerb Ricardo dos Santos Pro Junior an ihn.